# Pratinas
Pratinas (en grec ancien Πρατίνας) est l'un des premiers poètes tragiques de l'Athènes antique de la fin du VIe et début du Ve siècle av. J.-C. Selon la tradition, il aurait introduit le drame satyrique en complément du théâtre tragique.

## Notice historique
Natif de Phlionte, il fut le concurrent de Chérilos d'Athènes et d’Eschyle vers -500. Athénée a conservé quelques fragments de son œuvre. Il se serait agi de conserver une place, dans le théâtre grec, à Dionysos et aux satyres, évincés dès la période classique de la tragédie, au grand dam de certains amateurs. Plutarque écrit que quand Phrynichos et Eschyle développèrent la tragédie pour y inclure des intrigues mythologiques et des désastres, Pratinas réagit en demandant « Quel rapport avec Dionysos ? ». Pratinas a également lutté pour que dans le théâtre, les joueurs d'aulos n’aient pas la prééminence sur le chœur. Son fils, Aristéas/Aristias, poète également, second aux concours théâtral des Dionysies en - 467, puis premier en -460, avait son tombeau à Phlionte, encore visible au temps de Pausanias.